# Liwa Ansar al-Khalifah
Liwa Ansar al-Khalifah (« La Brigade des défenseurs du califat ») est un groupe salafiste djihadiste formé 2012 lors de la guerre civile syrienne.

## Histoire

### Fondation
Le groupe est formé en décembre 2012. Il est composé de cinq brigades : Ansar al Charia, Abdullah Ibn Al Zubeir, les hommes d'Allah, le martyr Mustafa Abdul Razzaq, et les épées du très compatissant. Le groupe est formé initialement dans le gouvernorat d'Alep, mais en janvier 2013 il annonce la formation d'une branche dans le gouvernorat de Homs.

### Affiliations
Liwa Ansar al-Khalifah fait partie des groupes qui forment le 26 avril 2015 la chambre d'opérations Fatah Halab, active dans le gouvernorat d'Alep. Le 2 juillet 2015 le groupe rejoint également la chambre d'opérations Ansar al-Charia, également active dans le gouvernorat d'Alep,,,,.

## Idéologie
Le groupe est proche du Front al-Nosra. Dès sa création, il affirme son opposition à la démocratie et son intention d'instaurer un califat régi par la charia. Partisans du « djihad global », ses membres annoncent leur intention d'étendre le combats au-delà de la Syrie,.

## Effectifs
Le groupe compterait 250 combattants en 2016.

## Exactions
Le 22 juillet 2013, à Khan Al-Assal, près d'Alep, le groupe participe avec le Front al-Nosra au massacre d'au moins 51 soldats du régime syrien, fusillés par les djihadistes après les combats,,,.